# Conteville (Oise)
Conteville ist eine französische Gemeinde mit 71 Einwohnern (Stand 1. Januar 2022) im Département Oise in der Region Hauts-de-France. Die Gemeinde liegt im Arrondissement Beauvais und ist Teil der Communauté de communes de l’Oise Picarde und des Kantons Saint-Just-en-Chaussée.

## Geographie
Die im Norden vom Trockental Vallée du Multru begrenzte Gemeinde liegt rund 7,5 km nordnordwestlich von Crèvecœur-le-Grand.

## Einwohner
| 1962 | 1968 | 1975 | 1982 | 1990 | 1999 | 2006 | 2011 |
| ---- | ---- | ---- | ---- | ---- | ---- | ---- | ---- |
| 86   | 93   | 82   | 68   | 75   | 76   | 79   | 82   |

## Verwaltung
Bürgermeister (maire) ist seit 2014 Jean-Pierre Coët.

## Sehenswürdigkeiten
- Kirche Saint-Nicolas[1]
- Motte